# Das Geheimnis der schwarzen Bande
Das Geheimnis der schwarzen Bande (Originaltitel: Colt .45) ist ein US-amerikanischer Western von Edwin L. Marin aus dem Jahr 1950 mit Randolph Scott und Ruth Roman in den Hauptrollen.

## Handlung
Der Waffenhändler Steve Farrell gerät in der Stadt Red Rock in Schwierigkeiten, als es dem Gefangenen Jason Brett gelingt, sich mit zwei seiner neuesten Revolvern abzusetzen. Ferrell schwört, seine Waffen zurückzuholen und nimmt die Suche auf. Er schließt Freundschaft mit den Indianern und kann einen durch Bretts Bande vorgetäuschten Indianerüberfall auf die Postkutsche vereiteln. In der nahen Stadt Bonanza Creek wird er daraufhin zum Stellvertreter des Sheriffs ernannt. Die Indianer kann er von einem geplanten Rachefeldzug gegen die Stadt abbringen.
Als er die einzige Reisende der Postkutsche, Beth Donovan, für weitere Ermittlungen aufsuchen will, gerät er in einen Hinterhalt der Banditen, wird aber durch die Indianer gerettet. Beth erfährt, dass ihr Mann freiwillig mit Brett zusammenarbeitet, um die Herrschaft in der Stadt zu übernehmen. Als sie die Stadtbewohner warnen will, schießt er sie gar an. Farrell bringt sie zu den Indianern, wo sie gesund gepflegt wird; beide werden jedoch als Gefangene dort behalten. Beth kann fliehen. Farrell folgt ihr und wird vom Sheriff, der mit Brett unter einer Decke steckt, gestellt. Mit Hilfe der Indianer kann Ferrell jedoch Brett und seiner Bande in der Stadt das Handwerk legen; beim Schlussduell stehen sie sich mit je einem Colt .45 gegenüber. Gemeinsam mit Beth will Ferrell die Zukunft verbringen.

## Produktion
Es war der erste Film einer Reihe von Farbwestern, in denen Randolph Scott für die Warner Bros. als Hauptdarsteller vor der Kamera stand. Der Vertrag zwischen dem Schauspieler und dem Filmstudio wurde im Frühjahr 1949 abgeschlossen. Die Dreharbeiten folgten im Herbst des gleichen Jahres und waren nach einem Monat beendet. Für Alan Hale war es der letzte Film. Er starb noch vor der Filmpremiere.
Die Warner Bros. brachte den Film 1953 auch in die deutschsprachigen Kinos. Fürs Fernsehen wurde 1995 eine neue Synchronfassung erstellt.

## Rezeptionen
Das vom Filmdienst herausgegebene Lexikon des internationalen Films bescheinigt dem Farbfilm in Technicolor ein „Spannender, rauhbeiniger Routinewestern“ zu sein.
Die New York Times bezeichnete den Film zwar „intellektuell so einfach wie 1+1, [...] aber wirklich dermaßen abgedroschen, dass er großen Spaß bereitet.“